# NGC 4006
NGC 4006 је елиптична галаксија у сазвежђу Девица која се налази на NGC листи објеката дубоког неба.
Деклинација објекта је - 2° 7' 13" а ректасцензија 11h 58m 5,9s. Привидна величина (магнитуда) објекта NGC 4006 износи 12,8 а фотографска магнитуда 13,8. NGC 4006 је још познат и под ознакама UGC 6951, MCG 0-31-6, CGCG 13-15, PGC 37655.